# Liptovská Teplička
Liptovská Teplička este o comună din Slovacia aflatâ în districtul Poprad, regiunea Prešov, pe malul râului Čierny Váh Reservoir (lower)⁠(d). Localitatea se află la altitudinea de 900 m deasupra n.m., se întinde pe o suprafață de 98,681 km2 și în 2017 număra 2.453 de locuitori. Se învecinează cu comuna Šuňava.

## Istoric
Liptovská Teplička este atestată documentar din 1634.

## Demografie
| An:                | 1994 | 2004   | 2014   | 2024   |
| ------------------ | ---- | ------ | ------ | ------ |
| Număr de persoane: | 2180 | 2293   | 2434   | 2362   |
| Diferență:         |      | +5,18% | +6,14% | −2,95% |

| An:                | 2023 | 2024   |
| ------------------ | ---- | ------ |
| Număr de persoane: | 2380 | 2362   |
| Diferență:         |      | −0,75% |